# آنگورووولا
آنگورووولا (به لاتین: Anguruwella) یک منطقهٔ مسکونی در سری‌لانکا است که در استان مرکزی (سری‌لانکا) واقع شده‌است.